# 长托鳞盖蕨
长托鳞盖蕨（学名：[Microlepia firma] 错误：{{Lang}}：文本有斜体标记（帮助））为姬蕨科鳞盖蕨属下的一个种。

## 扩展阅读
- 維基物種上的相關：长托鳞盖蕨